# Enkidu

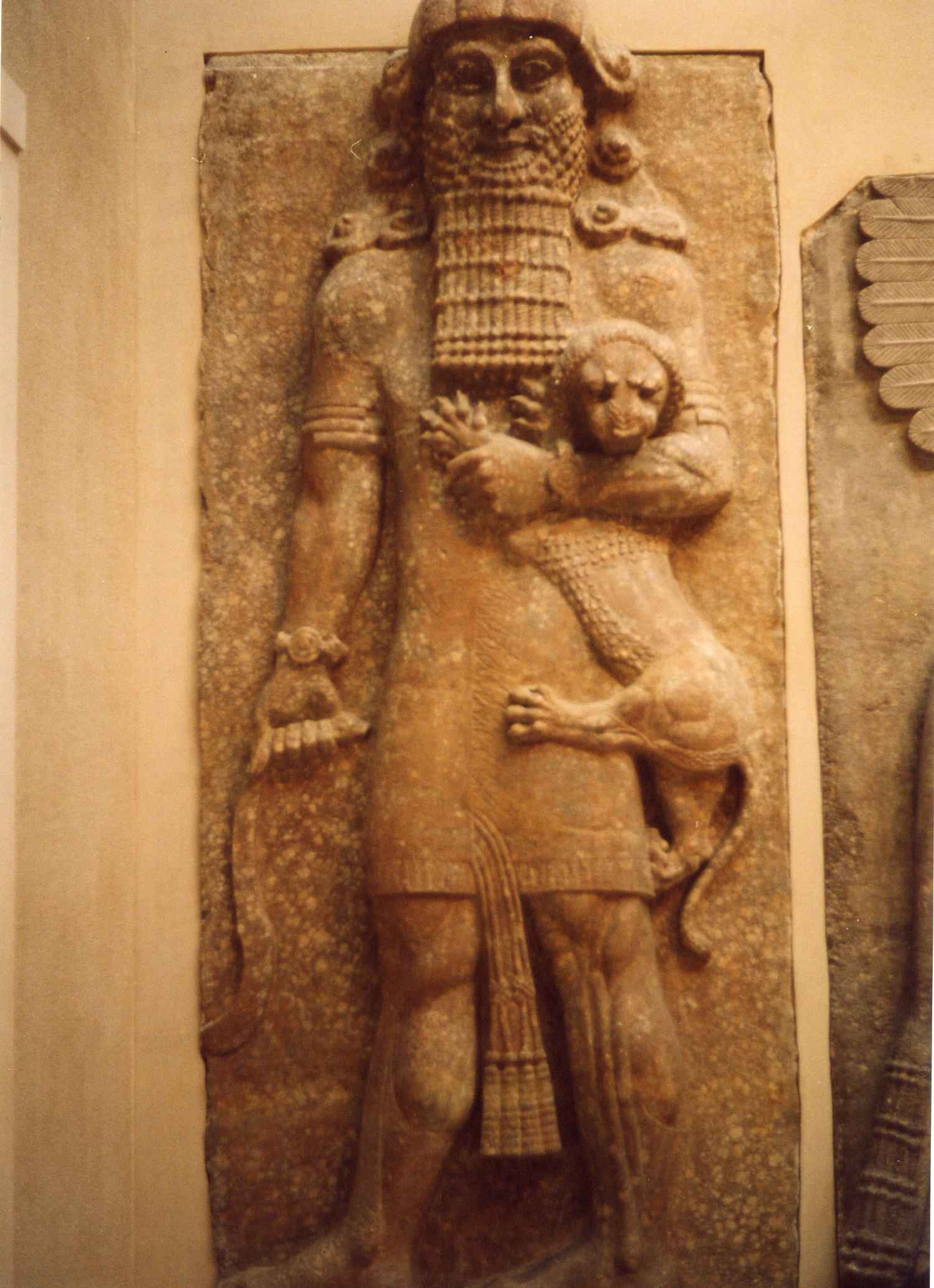
Enkidu az oroszlánnal

Enkidu a sumer Gilgames-eposz egyik fontos szereplője.

## Enkidu szerepe
Gilgames Uruk város királya volt. A város falait a néppel építtette, hajszolva őket. Ezért a nép fellázadt és az istenek segítségét kérték. Az istenek megszánva az embereket, leküldték a civilizálatlan, Aruru által megteremtett Enkidut. Enkidu állati sorsra volt ítélve, de az istenek leküldtek egy gyönyörű templomi örömlányt, Istár szerelemistennő papnőjét, aki civilizálta és kiemelte az állati sorsból.

„Mondd el neki, hogyan s mi történt, s kérj a templomból egy leányzót; azt a leányzót hozd magaddal – bűbája nagy hasznunkra lészen! Mikor a csorda Enkiduval az itató vizébe gázol, megoldja övét a leányzó, s úgy tesz, hogy Enkidunak tessék; kibontja magát a leányzó, vállig, csípőig, combig, térdig, s úgy tesz, hogy Enkidunak tessék, hogy Enkidu vére zubogjon! Enkidu majd összeforr véle, megismeri a nő szerelmét, s azután már nem ura többé az ártatlan föld erejének: megútálja tulajdon testét, s nyája is menekül előle!”

– ENKIDU MÍTOSZA

Enkidu így képes volt szembeszállni Gilgamessel. Megkezdődött a harc, ami azonban döntetlen lett. Gilgames és Enkidu így barátok lettek és csodás tetteket hajtottak végre együtt. Egy napon azonban Enkidu meghalt. Amikor Enkidu meghalt, holtteste mellett Gilgamest elfogta a haláltól való rettegés, ezért felkereste Um-napistit, aki halhatatlan volt. Gilgames megkérte őt, hogy tegye őt is halhatatlanná. Gilgamesnek próbákat kellett volna teljesítenie, de rögtön az elsőt elbukta: virrasztás lett volna a feladat, de elaludt. Um-napisti a második próbát is elé állította: az örök élet füvére kellett volna vigyáznia, de azt megette egy kígyó. Gilgames elfogadta, hogy halandó, és hazaindult. Hazatérte után megidézte Enkidu szellemét, aki jótanácsokkal látta el. Meggyőzte, hogy ha jó tetteket hajt végre az életében a halál után nyugalom és béke várja majd. Gilgames ezt elfogadta és folytatta csodás tetteit.